# 圣母无原罪主教座堂 (金斯顿)
圣母无原罪主教座堂（英語：Cathedral of Saint Mary of the Immaculate Conception）是天主教金斯顿总教区的主教座堂，位于加拿大安大略省金斯顿。它是沿着600米的教士街（Clergy Street）的四座教堂之一，另外三座是查默斯联合教会（Chalmers United Church）、长老会圣安德烈堂（St Andrew's Presbyterian Church）和皇后街联合教会（Queen Street United Church）。

## 历史
该堂由建筑师詹姆斯·鲍斯设计，于1842年开工，1848年10月4日竣工。1889年扩建，由约瑟夫·康诺利设计。
尖顶高 242英尺，是全市最高建筑。